# Тайна и кровь
«Тайна и кровь» — роман русского писателя Петра Пильского, опубликованный в Риге в 1927 году под псевдонимом П. Хрущов.

## История
В 1927 году в Риге роман был впервые опубликован отдельным изданием, автор взял псевдоним П. Хрущов. В 1930 году книга была переиздана. Роман перевели на несколько европейских языков. Книга была издана в Великобритании и Франции.

## Содержание
Роман написан в форме рассказа, который ведёт Михаил Иванович Зверев. Зверев вспоминает свою деятельность в контрразведке в Петрограде и Финляндии в 1917—1918 годах. Против большевиков упорно борется белогвардейское подполье. Некоторые офицеры, в том числе и Зверев, ведут подрывную деятельность против большевиков в ЧК.

## Отзывы критики
Н. Франк (Корчак-Котович), редактировавшая в 1927—1928 годах газету «Нарвский листок», положительно оценила роман в своей рецензии:

Этот сжатый, напоенный жертвенной кровью и подвижнической тайной, — роман, — не назовешь иначе. Тайна и кровь… Кровь и тайна. Это лозунг, символ национального мученичества России. Русского офицерства. Сочными, яркими штрихами автор набросал целый ряд жертвенных типов… Ряд сломленных нелепой кровожадной бурей, людей-титанов.

…Эта книга, таинственные кровавые штрихи, под которыми легко угадывается тяжелая бесконечная трагедия — «последних из могикан». Эту книгу нужно перечесть одному про себя, пережить, перечувствовать, и, тогда, останется незабываемое…— Корчак-Котович Н. Библиографический отдел // Нарвский листок. 1928. № 3, 10 января. С. 3.
Борис Шалфеев также положительно оценил роман в своей рецензии:

…Выгодное впечатление от талантливо написанного романа усугубляется его бесспорною литературностью: огромный сюжет вылит в изящную, граненую словесную форму. Слог и стиль Хрущова невольно увлекают. Хочется писать, как он, краткими, броскими, сильными предложениями.

…С какой бы стороны ни подходить к книге, со стороны ли сюжета, содержания, литературной формы, рассматривать ли „Тайну и кровь“ со стороны художественно-психологической — роман является интересным, увлекающим, заслуживающим успеха.— Б. Ш. «Тайна и кровь»: Роман П. Хрущова // Сегодня (Рига). 1927. № 286, 18 декабря. С. 9.